# O Deza
O Deza è una comarca della Spagna, situata nella comunità autonoma di Galizia ed in particolare nella provincia di Pontevedra.